# En secret
Pour les articles homonymes, voir Secret (homonymie).
Pour plus de détails, voir Fiche technique et Distribution.
En secret (Circumstance) (شرایط) est un film américano-iranien réalisé par Maryam Keshavarz, sorti en 2011. Le film a touché le public américain du festival du film de Sundance qui lui a décerné son prix.

## Synopsis
Atafeh et sa meilleure amie Shirin sont deux jeunes filles vivant à Téhéran. Elles fréquentent des soirées underground et profitent de leur jeunesse. Un jour le frère d'Atafeh, Mehran rentre à la maison alors qu'il est devenu membre de la police des mœurs et côtoie de plus en plus la mosquée du quartier. Une histoire d'amour naît entre les deux femmes dans une société iranienne très conservatrice, mais Atefeh et Shirin sont petit à petit rattrapées par la dure réalité de leur pays.

## Fiche technique
- Titre : En secret
- Réalisation et scénario : Maryam Keshavarz
- Pays d'origine :  États-Unis  Iran
- Durée : 106 minutes (1 h 46)
- Dates de sortie :
  - États-Unis : janvier 2011 (Festival de Sundance), 26 août 2011 (sortie limitée)
  - France : 8 juillet 2011 (Festival Paris Cinéma), 5 septembre 2011 (Festival de Deauville), 8 février 2012 (sortie nationale)
  - Belgique : 8 février 2012
- Classification :
  - France : tous publics[1]
  - Royaume-Uni : interdit aux moins de 15 ans[2]

## Distribution
- Nikohl Boosheri : Atefeh Hakimi
- Sarah Kazemy : Shirin Arshadi
- Reza Sixo Safai : Mehran Hakimi
- Soheil Parsa : Firouz Hakimi
- Nasrin Pakkho : Azar Hakimi

## Genèse et tournage du film
Le film a nécessité un an de préparation et seulement 25 jours de tournage. Alors que l'histoire se déroule à Téhéran, le film a été tourné à Beyrouth car il était inenvisageable de faire un tel film en Iran. Il a tout de même fallu mentir aux autorités libanaises pour obtenir les autorisations de tournage, en leur fournissant un scénario dépouillé de toute référence à la sexualité, à la religion et à l'Iran.